# 연꽃속
연꽃속(Nelumbo)은 전통적으로 수련과의 한 속으로 분류했었으나, 진화상으로 다른 계통임이 밝혀져 연꽃과로 따로 분류한다.